# Казанская осенняя
Каза́нская осе́нняя — день в народном календаре восточных славян, приходящийся на 22 октября (4 ноября). Название происходит от церковного почитания в этот день Казанской иконы Божией Матери. В народной традиции эта икона считалась бабьей заступницей. В этот день старались играть свадьбы, что нашло отражение в поговорке «Кто на казанскую женихается — не раскается».

## Другие названия
рус. Зимняя Казанская, Казанская, Казанская Пречистая, Бабья заступница, укр. Казанський день, Казанська Божа мати; бел. Казанская; полес. Богородица, Божье наказание, Божьей Матери приказание, Наказанские иконы, Друга Покрова, Казанские иконы, Казанское, Матерь Казанская.

## Традиции восточных славян
Перелом осени и зимы, Казанскую называли зимотворной. «Выезжаешь на Казанскую на колёсах, а полозья в телегу клади», «До Казанской не зима, а с Казанской не осень». «С позимней Казанской скачет морозко по ельничкам, по березничкам, сам в гости ходить не ленится», — рассказывали крестьянским детям. И бежала детвора смотреть, как Казанская показывает дорожку морозцам, позабавиться — хрусткие лужи всколебнуть, тронутую ледком воду в киселицу перемешать.
Повсеместно считалось, что Казанская Богоматерь особенно покровительствует простому народу, что она — бабья заступница. Это был один из главных женских праздников, который отмечали пышным застольем с пивом и брагой.
Если перед восходом солнца удавалось собрать хоть немного росы, особенно целебной в этот день, ею протирали глаза, нарывы, лечили кожные болезни. Существовало народное поверье: когда юная девица думала, что лицом не вышла, потому и не люба, старалась она на Казанскую пораньше встать и отправиться в рощу. Там она искала берёзовый лист, что на дереве висел низко и в иней был обёрнут. В такой лист (словно в серебряное зеркальце) если глянуть, то вся неказистость с лица спадёт.
В Сибири в день Казанской «гулеванят», т. е. идёт веселье с попойкой, групповыми переходами из гостей в гости, ездой по улицам и т. п. К вечеру молодёжь собирается на вечёрки. На Ангаре девицы на таких собраниях стряпают «еству» и припасают домашнего пива для угощения парней, вернувшихся с промысла. Те снабжают девушек «гостинчиком» (сладостями) и «монополькой» (водкой). Играют, поют и пляшут допоздна. Для веселья рядятся в маски. В казанскую и после неё совершаются усиленно «сватанья» и «справляются свадьбы». В селе Кежме (на Ангаре) девушки обычно до начала «вечереньки» в этот день «свадьбой ездят» по селу. В запряженных «пошевнях» и «санках», наряженные женихом, невестой, дружкой и другими участниками свадебного поезда, девушки переезжают с улицы на улицу с песнями и плясками. Подобным «улошным» представлением весьма прозрачно напоминают о том, что пришла пора парням «да спожени́тца».
Казанская — ещё один традиционный срок расчётов. К этому времени заканчиваются все строительные работы: землекопы, плотники, каменщики, штукатуры получают расчёт и возвращаются домой, в свои деревни. «Потерпи, батрак, и у тебя на дворе Казанская будет».
В Полесье зафиксированы «Деды казанские» — день поминовения предков в субботу или пятницу перед Казанской.
Перед Казанской иконой Божией Матери молятся об исцелении глазных болезней, перед Андрониковской (Греческой) иконой Божией Матери молятся об исцелении от душевных и телесных страданий.

## Поговорки и приметы
- Кто на казанскую женихается — не раскается[2].
- Выбирай корову по рогам, а девку — по родам (по родителям)[15].
- Казанская — бабья заступница[5].
- На Казанскую люди вдаль не ездят: выедешь на колёсах, а приехать впору на полозьях[16].
- В день Казанской Богоматери всегда идёт дождь[3].
- «Да Казанскай падымаюць лён»[17] (белорус.)